# زمین‌لرزه ۱۹۵۹ شیلی
زمین‌لرزه شیلی  در تاریخ ۱۴ ژوئن ۱۹۵۹ میلادی، برابر با ‎۲۳ خرداد ۱۳۳۸، ساعت ۰:۱۱:۵۷ به زمان یوتی‌سی در شیلی رخ داد. ژرفای این زلزله ۳۵ کیلومتر بود. بزرگی آن ۷٫۵ در مقیاس mB اعلام شده‌است. زمین‌لرزه به وقت محلی در روز شنبه، ساعت ۲۰ روی داده و منطقه زمانی آن یوتی‌سی -۴ بوده‌است (با لحاظ تغییر ساعت تابستانی).
سازمان زمین‌شناسی آمریکا نیز جای این زمین‌لرزه را در مختصات ۲۰°۳۰′جنوبی ۶۸°۰۰′غربی / ۲۰٫۵°جنوبی ۶۸°غربی و بزرگی آنرا برابر با ۷٫۵ در مقیاس ریشتر اعلام کرده‌است. ژرفای گزارش شده از سوی این سازمان ۱۰۰ کیلومتر می‌باشد.
شمار کشتگان زلزله حدود ۱ نفر بوده‌است.